# 宽顶毛蕨
宽顶毛蕨（学名：Cyclosorus paracuminatus）为金星蕨科毛蕨属下的一个种。